# Sirla
Sirla (Sociedade Industrial Randam, Lda) foi uma firma Portuguesa que fabricava bicicletas de montanha, citadinas, de estada, de criança e elétricas. Foi fundada em 1965 e permaneceu sediada em Águeda (conhecida como a "capital das bicicletas").
A 16 de Outubro de 2009 a empresa contava com cerca de 40 funcionários, sendo que 30 dos quais avançaram com a rescisão do contrato de trabalho por alegada falta de pagamento de ordenados.
A 6 de Julho de 2010, declarou insolvência  acabando por fechar portas.